# Diplotomma epipolium
Diplotomma epipolium är en lavart som först beskrevs av Erik Acharius, och fick sitt nu gällande namn av Johann Franz Xaver Arnold 1869. Diplotomma epipolium ingår i släktet Diplotomma och familjen Caliciaceae.   Inga underarter finns listade i Catalogue of Life.